# سیارک ۲۴۸۷
سیارک ۲۴۸۷ (به انگلیسی: 2487 Juhani، نامگذاری:1940RL) دو هزار و چهارصد و هشتاد و هفتمین سیارک کشف شده‌است که در ۸ سپتامبر ۱۹۴۰ کشف شد.
قدر مطلق سیارک برابر ۱۳٫۲۰ است.